# ゴールズボロ (ノースカロライナ州)
ゴールズボロ（英: Goldsboro）は、アメリカ合衆国ノースカロライナ州の都市。ウェイン郡の郡庁所在地である。人口は3万3657人（2020年）。ゴールズボロ都市圏の中核である。
ノースカロライナ州の海岸平原に位置し、南はニュース川、西はリトル川に接している。グリーンビルの南西70km、州都ローリーからは南東に90km、ウィルミントンからは北西に140kmに位置している。市内にシーモア・ジョンソン空軍基地がある。

## 歴史
ウェイン郡が設立された1787年頃、郡庁舎の周りにウェインズボロと名付けられた町が成長した。同年、ウィリアム・ウィットフィールド3世（同2世の息子）とその息子が、町を設計し建設するための「支配人かつ信託員」に指名された。町はニュース川の東岸にあり、郡庁所在地になった。1830年代を通じでウェインズボロの人口は増え続けた。しかし、1840年代初期にウィルミントン・アンド・ウェルドン鉄道が開通してから状況が変わった。この時までに鉄道とニューバーン道路の交差点にホテルが建設されており、鉄道が旅客を運ぶようになってから、その地点を中心に町が成長した。
ウェインズボロからこの成長する町に市民が移って来て、鉄道建設の技師長補だったマシュー・T・ゴールズボロ少佐にちなんで、「ゴールズボロ・ジャンクション」と名付けられた。後のその名称がゴールズボロに短縮された。1847年、町は法人化され、ウェイン郡の住民投票によって、新しく郡庁所在地に指定された。地元の伝説に拠れば、ゴールズボロに賛成票を奨励するために、支持者が町の井戸に密造酒を入れたと言われている。
その後の時代に、シャーロットやボーフォートに向けた新しい鉄道が建設されたこともあって、ゴールズボロの成長が続いた。1861年までに町の人口は推計1,500人になっていた。自作農の農夫達とともに始めた地域の交易の中心地だった。この頃までに奴隷にされたアフリカ系アメリカ人の労働に依存する大規模綿花プランテーションが発展し、コットン・ジンの発明で短繊維綿花の栽培を利益の出るものにした。
ゴールズボロは鉄道の接続点として重要だったので、南北戦争のときは南軍兵を駐屯させる場所としても、その物資を運び出す地点としても重要な役割を演じた。町には近くで起きた戦闘で負傷した兵士の病院もあった。
1862年12月、ゴールズボロ橋の戦いが起こり、両軍が戦略的に重要なウィルミントン・アンド・ウェルドン鉄道の橋を巡って戦った。北軍のジョン・G・フォスター将軍がその部隊と共に12月17日に到着し、ウィルミントン港からの重要な供給線を終わらせるために、この橋を破壊しようとしていた。同日、その部隊は少数の南軍守備隊を圧倒し、橋を燃やして作戦に成功した。フォスター隊はニューバーンに戻る途中で南軍の部隊に攻撃されたが、敵よりも少ない損失を出しただけで撤退できた。ゴールズボロの重要な橋は数週間の内に再建された。
1865年にはウィリアム・シャーマン将軍のカロライナ方面作戦で、ゴールズボロが再度戦場になった。ベントンビルの戦いやワイズ・フォークの戦いの後で、シャーマン軍はジョン・マカリスター・スコフィールドの軍隊と落ち合った。スコフィールド隊は3月にゴールズボロ市を占領していた。その後の3週間でゴールズボロは10万人を超える北軍兵に占領されていた。終戦になると、これらの兵士の中には市に留まり続ける者もいた。
1869年、市名の綴りがそれまでの「Goldsborough」から公式に「Goldsboro」に変更された。戦後、ウェイン郡はアメリカ合衆国下院ノースカロライナ州第2選挙区に入り、黒人が過半数を占めたので、「ブラック・セカンド」と呼ばれた。この選挙区から19世紀に4人の共和党アフリカ系アメリカ人議員を選出した。そのうち3人はレコンストラクション以後の時代だった。その中では最後のジョージ・ヘンリー・ホワイト弁護士は1894年に選出され、2期を務めた。

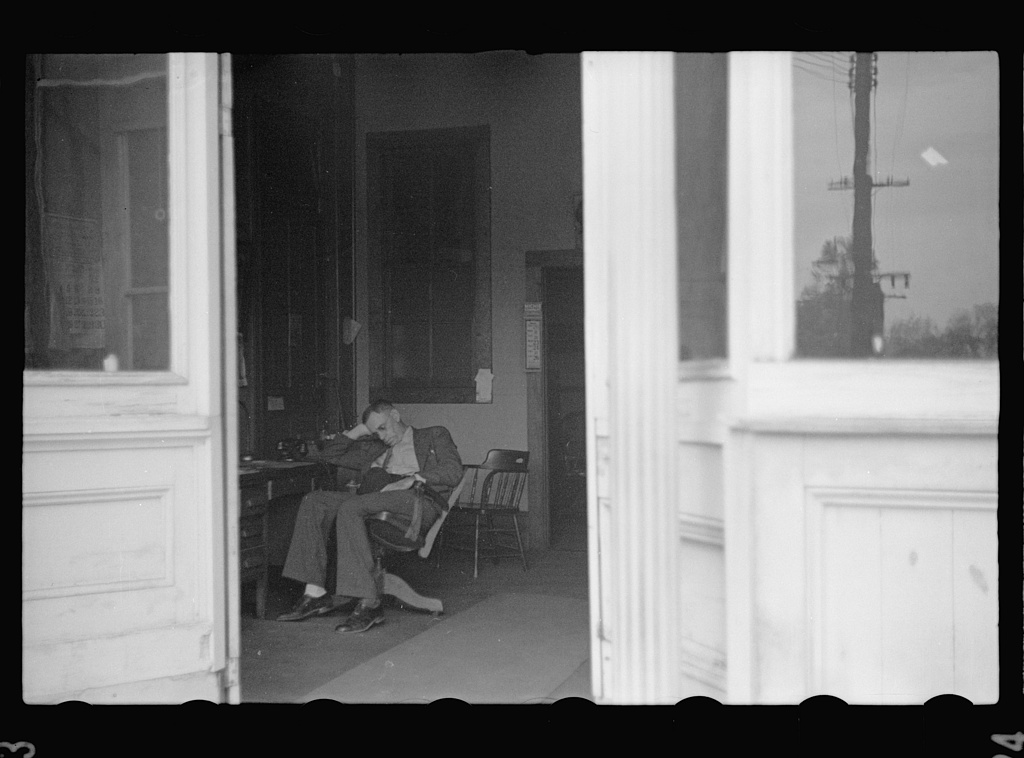
ゴールズボロの法律事務所、1938年4月撮影

民主党が支配した州議会が公共施設での人種差別を合法にした。さらに輪を掛けて1880年代には黒人の精神疾患者を収用する施設としてゴールズボロの州立病院を承認した。1899年、議会はその増築を承認したが、適切な予算は宛てなかった。このことは公共施設での人種統合をもとめる公民権法が成立されるまで続いた。さらに1970年代には精神疾患者の治療を病院から外す動きによって影響を受けた。ほとんどの州がそのような施設の代替を行う地域社会の計画を適切に支援することができなかった。
第二次世界大戦中、ノースカロライナ州議会選出の下院議員団は現在あるシーモア・ジョンソン空軍基地の誘致に成功した。それは1942年4月、ゴールズボロの郊外にアメリカ陸軍航空軍の基地として開設され、シーモア・ジョンソン飛行場と呼ばれた。この時点から連邦政府の防衛施設がある結果として市の人口と事業が増加した。基地の名前は1947年にアメリカ空軍が独立した軍として創設されたことに伴い、現在の名称に変更された。
市内にはゴールズボロ・ミリング・カンパニーがある。アメリカ合衆国内で豚の生産では第10位、七面鳥でも大手生産者である。
ゴールズボロ市にあるアメリカ合衆国国家歴史登録財としては、次のものがある。ボーデン・マニュファクチャリング・カンパニー、第一長老派教会、L・D・ギデンズ・アンド・サン宝石店、ゴールズボロ・ユニオン駅、ハリー・フィッツヒュー・リー邸、オッド・フェローズ・ロッジ、ソロモンとヘンリー・ワイルの邸宅。

### 原子爆弾事故
1961年、B-52爆撃機が空中分解し、ゴールズボロの北12マイル (19 km) のファロの村に3.8メガトン原子爆弾2発が落下した。B-52爆撃機が空中で異常を起こし、乗組員が機体から脱出した後に、Mark 39爆弾2発はB-52から脱落した。どちらの爆弾も起爆のために必要なステップの多くが実行に移されていたが、爆発までには至らなかった。爆弾の1つは回収された。2発目の爆弾の多くの部分も回収されたが、ウラニウムを含む紛失した部品は湿った土の中深く沈んだと考えられ、回収できなかった。残骸が残る土地は空軍が買収し、別の用途で利用されたり、掘削が行われたりしないようにした。2013年、爆弾に付けられていた安全装置3つが壊れており、定電圧スイッチ1つが爆発を防止していたことが明かされた。

## 法と政府
2015年時点でアルフォンソ・"アル"・キングが市長であり、2002年に前市長ハル・プロンクの後を継いでから現職を続けている。市長は市政府の公式かつ儀礼上の首長であり、市政委員会を主宰する。市長と市政委員の任期は4年間である。市政府は市政委員会・マネジャー方式を採用している。2015年時点の市マネジャーはスコット・スティーブンスであり、前マネジャーのジョセフ・R・ハフマンが2011年2月28日に引退した後を継いだ。
市政委員は6つの小選挙区からそれぞれ1人ずつが選ばれる。

### 連邦政府への代表
ゴールズボロはアメリカ合衆国下院議員ノースカロライナ州第1および新設の第13選挙区に属している。2015年時点ではそれぞれ民主党員と共和党員が務めている。
ノースカロライナ州からのアメリカ合衆国上院議員は2人とも共和党員である（2015年時点）。

## 地理
ゴールズボロは北緯35度22分55秒 西経77度58分41秒 / 北緯35.38194度 西経77.97806度 (35.381961, -77.977974)に位置している。
アメリカ合衆国国勢調査局に拠れば、市域全面積は24.8平方マイル (64 km2)であり、このうち陸地24.8平方マイル (64 km2)、水域は0.04平方マイル (0.10 km2)で水域率は0.08%である

## 気候
ゴールズボロは大西洋岸海岸平原にあるので、温暖湿潤気候にある。暑く湿った夏と冷涼な冬が特徴である。最も暑い月は7月であり、平均最高気温は 91 °F (33 °C)、平均最低気温は 71 °F (22 °C) である。最も寒いのは1月であり、平均最高気温は54 °F (12 °C)、平均最低気温は 33 °F (1 °C) である。年間降水量は49.84インチ (1,266 mm) であり、晩夏から早秋にかけて雨が比較的多い他は、年間を通じて均等に雨が降る。冬に軽い、あるいは中程度の降雪もあるが、散発的であり、僅かに記録されるものから1フィート (30 cm) 積もる年もある。
| 月間平均気温と過去最高、過去最低気温 |              |             |              |             |            |              |              |             |              |           |           |             |
| 月                                   | 1月          | 2月         | 3月          | 4月         | 5月        | 6月          | 7月          | 8月         | 9月          | 10月      | 11月      | 12月        |
| 過去最高気温 °F (°C)                 | 85 (29)      | 87 (31)     | 96 (36)      | 98 (37)     | 102 (39)   | 106 (41)     | 108 (42)     | 107 (42)    | 105 (41)     | 99 (37)   | 90 (32)   | 86 (30)     |
| 平均最高気温 °F (°C)                 | 54 (12)      | 58 (14)     | 66 (19)      | 75 (24)     | 82 (28)    | 88 (31)      | 91 (33)      | 89 (32)     | 84 (29)      | 75 (24)   | 66 (19)   | 57 (14)     |
| 平均最低気温 °F (°C)                 | 33 (1)       | 35 (2)      | 42 (6)       | 50 (10)     | 58 (14)    | 66 (19)      | 71 (22)      | 70 (21)     | 64 (18)      | 51 (11)   | 43 (6)    | 35 (2)      |
| 過去最低気温 °F (°C)                 | -1 (-18)     | 2 (-17)     | 10 (-12)     | 16 (-9)     | 32 (0)     | 40 (4)       | 43 (6)       | 45 (7)      | 31 (-1)      | 22 (-6)   | 15 (-9)   | 1 (-17)     |
| 降水量 in (mm)                       | 4.54 (115.3) | 3.61 (91.7) | 4.48 (113.8) | 3.39 (86.1) | 3.8 (96.5) | 3.97 (100.8) | 5.39 (138.9) | 5.7 (144.8) | 5.34 (135.6) | 3.07 (78) | 3.19 (81) | 3.36 (85.3) |
| Source: USTravelWeather.com          |              |             |              |             |            |              |              |             |              |           |           |             |

## 人口動態
以下は2000年の国勢調査による人口統計データである。
| 基礎データ - 人口: 39,043 人 - 世帯数: 19,465 世帯 - 家族数: 14,630 家族 - 人口密度: 708.1人/km2（1,574.9 人/mi2） - 住居数: 19,372 軒 - 住居密度: 255.0軒/km2（660.4 軒/mi2） 人種別人口構成 - 白人: 43.04% - アフリカン・アメリカン: 52.24% - ネイティブ・アメリカン: 0.43% - アジア人: 1.44% - 太平洋諸島系: 0.08% - その他の人種: 1.14% - 混血: 1.64% - ヒスパニック・ラテン系: 2.69% | 世帯と家族（対世帯数） - 18歳未満の子供がいる: 321% - 結婚・同居している夫婦: 41.1% - 未婚・離婚・死別女性が世帯主: 20.4% - 非家族世帯: 35.3% - 単身世帯: 30.5% - 65歳以上の老人1人暮らし: 11.9% - 平均構成人数 - 世帯: 2.40人 - 家族: 3.00人 収入と家計 - 収入の中央値 - 世帯: 29,456米ドル - 家族: 34,844米ドル - 性別 - 男性: 26,223米ドル - 女性: 21,850米ドル - 人口1人あたり収入: 16,614米ドル - 貧困線以下 - 対人口: 19.2% - 対家族数: 15.4% - 18歳未満: 26.7% - 65歳以上: 17.5% |

## 見どころ
- ニュースの崖州立公園、ゴールズボロ市の近くにある。ニュース川の南岸に沿って、広さは751エーカー (3.04 km2) ある。水泳場、幾つかのハイキング道、釣り場、自然博物館、ピクニック場がある。崖は川面から90フィート (27 m) 聳え立っている。
- ウェインズボロ歴史村、ウェインズボロの町があった所に再建された村。様々な時代のウェイン郡の歴史的な建物がある。その建物には住宅、医院、教室1つの学校、法律事務所、クエーカー教徒集会所などがある。
- ハーマン公園、レクリエーション・センター、ミニチュア列車、テニスコート、ピクニック・シェルター、世紀の変わり目に建ったパークハウス、 東屋、金魚の池、噴水、子供の遊技場がある。
- ゴールズボロ市民ゴルフコース、1941年に建設され、1999年に改造された。
- オヘブ・シャローム、ロマネスク復古調のシナゴーグ。アメリカ合衆国で19世紀に建てられ今も残っている100に満たないものの1つであり、州内では2番目に古い[16]。

## 教育

### 高等教育機関
- ノースカロライナ・ウェズレヤン・カレッジ・ゴールズボロ校
- ウェイン・コミュニティカレッジ

### 高校
- チャールズ・B・アイコック高校
- イースタンウェイン高校
- ゴールズボロ高校
- ローズウッド高校
- サザンウェイン高校
- スプリングクリーク高校
- ウェイン・アーリー/ミドルカレッジ高校
- ウェイン・工業学校

### 中学校
- ブログデン中学校
- ディラード中学校
- イースタンウェイン中学校
- グリーンウッド中学校
- マウントオリーブ中学校
- ノーウェイン中学校
- ローズウッド中学校
- スプリングクリーク中学校

### 小学校
- ブログデン初等学校
- カーバー小学校
- カーバーハイツ小学校
- ディラード・アカデミー
- イースタンウェイン小学校
- フレモントスターズ小学校
- グランサム学校
- メドウレーン小学校
- ノースドライブ小学校
- ノースイースト小学校
- ノースウエスト小学校
- ローズウッド小学校
- スクールストリート小学校
- スプリングクリーク小学校
- トミーズ道路小学校

### 私立学校
- フェイス・クリスチャン・アカデミー
- パスウェイクリスチャン・アカデミー
- ウェイン・クリスチャン学校
- ウェイン郡デイスクール
- セントメアリー・カトリック学校
- ウェイン・プレパラトリー・アカデミー

## メディア

### 新聞
「ゴールズボロ・ニューズ・アーガス」は、市内唯一の日刊紙であり、発行部数は約21,500部である。

### テレビ
ゴールズボロ市内にはテレビ局が1つある。WHFL TV 43は低出力UHF局であり、地元ケーブルテレビ局2局でも見られる。ファミリーネットの系列であり、宗教、地方、家族向け番組を流している。ローリー・ダーラムとグリーンビルのテレビ市場から放送が送られてくる。NBC系列のWNCN-TVはゴールズボロで免許が降りたが、スタジオはローリーにある。2010年8月まで、公共・教育・政府にアクセスできるケーブルテレビ局がタイム・ワーナーの顧客に使われていた。この局は独自の番組と、市政委員会、郡政委員会の模様を放送している。タイム・ワーナーはウェイン郡にチャンネルを渡しており、地元の報道や地域社会に興味ある番組を流している。

### ゴールズボロを拠点にするラジオ局
- WZKT 97.7MHz、FM、トップ40
- WFMC 730kHz、AM、黒人ゴスペル
- WGBR 1150kHz、AM、ニュースとトーク
- WSSG 1300kHz、AM、南部ゴスペル

## 交通
最寄りの市民空港はウェイン・エグゼクティブ・ジェットポートだが、一般選挙空港である。最寄りの商業空港はキンストン市にあるキンストン地域ジェットポート（空港コード ISO）であり、ゴールズボロから東に約28マイル (45 km) にある。ただし、住民は国内および国際線を利用するためにローリー・ダーラム国際空港を使っている
市内を通る主要高規格道路はアメリカ国道70号線（ゴールズボロの主要大通り）、同13号線、同117号線、ノースカロライナ州道111号線、同581号線がある。州間高速道路795号線はウィルソンで州間高速道路95号線と連絡している。
現在ノースカロライナ州道44号線の建設が行われており、完成すればゴールズボロのバイパスになる。
市内をゲイトウェイと呼ばれるバスの交通体系があり、4路線を走らせている。

## 病院
- ウェイン記念病院、市内にあり、郡では第2位の雇用主
- チェリー病院、精神科病院、1880年に精神病を患うアフリカ系アメリカ人を治療する病院として開設された。敷地内にはその歴史を見せる博物館もある
- オーベリー・ニューロ医療センター、ノースカロライナ州健康省とヒューマンサービス業員が精神を病んだ人へのリハビリと、発達障害のある人の治療を行っている

## 著名な出身者
- アンディ・グリフィス、俳優、ゴールズボロに数年間住んだ、ゴールズボロ高校で英語、劇、音楽を教えた
- ジョージ・アルトマン、メジャーリーグベースボール選手、シカゴ・カブス、ロッテオリオンズ
- アン・ジェフリーズ、女優、歌手、ブロードウェイのミュージシャン、1950年代のテレビ番組『トッパー』に出演
- マーク・オメーラ、プロゴルファー、1998年のマスターズ・トーナメントと全英オープンで優勝
- ケネス・クレイボーン・ロイヤル、アメリカ陸軍の将軍、最後のアメリカ合衆国陸軍長官
- スコット・スタップ、ミュージシャン、ロックバンドのクリードでグラミー賞を受賞